# Championnat de Bohême-Moravie de football 1939-1940
Navigation
Saison précédente Saison suivante
La saison 1939-1940 du Championnat de Bohême-Moravie de football est la première édition du championnat de première division en Bohême-Moravie. Les douze meilleurs clubs du pays se retrouvent au sein d'une poule unique où les formations s'affrontent deux fois, à domicile et à l'extérieur. À l'issue du championnat, les deux derniers du classement sont relégués et remplacés par les deux meilleures formations de deuxième division.
C'est le club du SK Slavia Prague qui termine en tête du classement du championnat, avec un seul point d'avance sur le tenant du titre, l'AC Sparta Prague. C'est le premier titre de champion de Bohême-Moravie de l'histoire du club.

## Les clubs participants
| - SK Kladno - SK Slezska Ostrava - FC Viktoria Plzen - Promu de II. Liga - SK Zidenice - SK Plzen - SK Pardubice | - FK Viktoria Zizkov - SK Prostejov - Promu de II. Liga - SK Slavia Prague - AC Sparta Prague - SK Baťa Zlín - SK Nachod |

## Compétition

### Classement
Le barème utilisé pour établir le classement est le suivant :
- Victoire : 2 points
- Match nul : 1 point
- Défaite : 0 point

| Rang | Équipe              | Pts | J  | G  | N | P  | Bp  | Bc | Diff |
| ---- | ------------------- | --- | -- | -- | - | -- | --- | -- | ---- |
| 1    | SK Slavia Prague    | 36  | 22 | 15 | 6 | 1  | 107 | 37 | +70  |
| 2    | AC Sparta Prague T  | 35  | 22 | 15 | 5 | 2  | 71  | 34 | +37  |
| 3    | SK Pardubice        | 23  | 22 | 9  | 5 | 8  | 46  | 39 | +7   |
| 4    | SK Baťa Zlín        | 23  | 22 | 10 | 3 | 9  | 52  | 63 | -11  |
| 5    | SK Zidenice         | 23  | 22 | 9  | 5 | 8  | 38  | 50 | -12  |
| 6    | SK Plzen            | 20  | 22 | 8  | 4 | 10 | 56  | 52 | +4   |
| 7    | SK Prostějov P      | 20  | 22 | 9  | 2 | 11 | 47  | 48 | -1   |
| 8    | FC Viktoria Plzeň P | 18  | 22 | 6  | 6 | 10 | 61  | 68 | -7   |
| 9    | FK Viktoria Žižkov  | 18  | 22 | 7  | 4 | 11 | 48  | 65 | -17  |
| 10   | SK Kladno           | 18  | 22 | 7  | 4 | 11 | 44  | 66 | -22  |
| 11   | SK Náchod           | 17  | 22 | 8  | 1 | 13 | 54  | 72 | -18  |
| 12   | SK Slezska Ostrava  | 13  | 22 | 4  | 5 | 13 | 38  | 68 | -30  |

|  | Champion de Bohême-Moravie 1939-1940             |
|  | Relégation en deuxième division                  |
|  | T Tenant du titre P : Promu de deuxième division |

## Bilan de la saison
| Championnat de Bohême-Moravie de football 1939-1940 |                              |
| Champion                                            | SK Slavia Prague (1er titre) |
| Coupes et trophées                                  |                              |
| Vainqueur de la Coupe de Bohême-Moravie 1939-1940   | Non disputée                 |
| Promotions et relégations                           |                              |
| Promus en I. Liga                                   | AFK Bohemians Prague         |
| Promus en I. Liga                                   | SK Liben                     |
| Relégués en II. Liga                                | SK Nachod                    |
| Relégués en II. Liga                                | SK Slezska Ostrava           |